# 波丘塔
波丘塔（西班牙語：Pochuta），是危地馬拉的城鎮，位於該國中部，由奇馬爾特南戈省負責管轄，面積170平方公里，海拔高度1,014米，2002年人口9,842，人口密度每平方公里57.89人。
14°33′N 91°05′W / 14.550°N 91.083°W